# Křižovatka U Práce

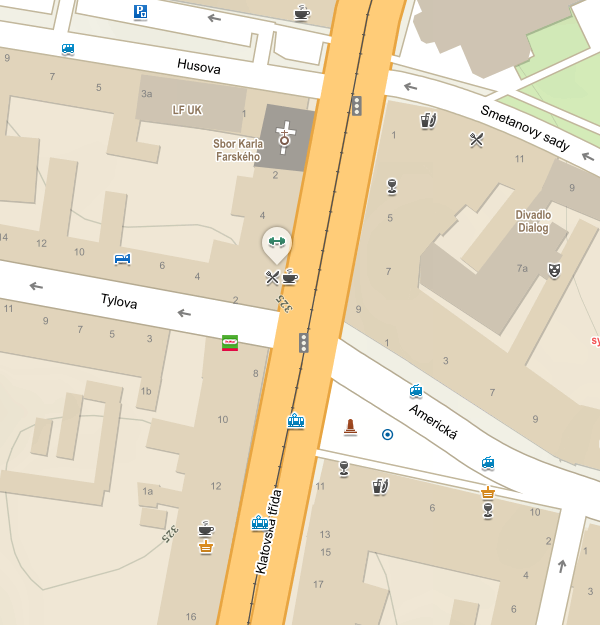
Mapa křižovatky

Křižovatka U Práce je význačný dopravní uzel Klatovské třídy, Tylovy a Americké ulice v Plzni.

## Název
Na rohu Klatovské a Tylovy ulice bývalo knihkupectví s kontaktním místem poválečného osvětového nakladatelství Práce, s celým názvem Nakladatelství a knihkupecké podniky Revolučního odborového hnutí (ROH). Nakladatelství se soustředilo na vydávání odborné literatury z technické, ekonomické i právní oblasti se zaměřením na odborovou činnost na pracovištích. Později vydávalo i beletrii. Toto nakladatelství získalo koncesi k vydávání knih v roce 1947, prodejna zanikla v 90. letech 20. století. Neoficiální název této křižovatky se vžil do paměti Plzeňanů, a tak blízké zastávky MHD se nyní oficiálně jmenují U Práce.
Štěpánka a Josef Voglovi požádali architekta Adolfa Loose, aby jim ve druhém patře domu na Klatovské třídě navrhl bytový interiér. Tak se tam vlastně začalo říkat v roce 1928. Protože byli Židé, emigrovali po německé okupaci do Kanady. Jejich dům byl zkonfiskován a prostory začal využívat říšský pracovní úřad. Během války posílal úřad především mladé lidi na práci do Třetí říše. Tehdy se název U Práce neblaze vryl do paměti všech Plzeňanů.

## Prostranství U Práce
Vzniklo v místě křížení důležitých městských tříd: Klatovské, která směřuje jižně od historického jádra a Americké, vedoucí na západ od Hlavního nádraží. Na Americkou za křižovatkou navazuje Tylova ulice. První vyobrazení této rušné křižovatky se objevuje na mapě z roku 1410,kdy cesta, směřující z jihu od Doudlevců se u městské brány napojuje na cestu do Klatov (nyní Klatovská třída). Trasa těchto cest přibližně odpovídá dnešnímu tvaru . V hořejším rozšíření ulice se dlouho udržovalo menší jezírko, které zaniklo v první polovině 19. století.
Tento velice frekventovaný prostor byl vybrán po skončení 2. světové války pro stavbu pomníku americké armádě, jako vděk a poděkování za osvobození Plzně a dalšího území jihozápadních Čech. V roce 1946 byla vypsána sbírka na postavení pomníku a zároveň proběhla výtvarná soutěž, z níž vyšel vítězně sochař Oskar Kozák. Na sbírku přispěli dobrovolně občané z celého Československa. Hodnota sbírky dosáhla v roce 1947 skoro šesti milionu korun. Začátkem května byl slavnostně položen základní kámen. Přišel však únor 1948 a všechno bylo zcela jinak. Vybrané peníze věnovala československá vláda Severní Koreji, kde byla od roku 1950 válka. Dne 5. května 1948 zde občané zorganizovali vzpomínkový akt, trávník okolo základního kamene vyzdobili květinami a americkými vlaječkami. Bezpečnost však poklidný vzpomínkový akt přerušila a v noci na 6. května byla celá výzdoba odstraněna. Základní kámen byl zakryt budovatelskými transparenty. V sedmdesátých letech byl tento travnatý trojúhelník, který se stal posvátným místem přísně zakázané vzpomínky přesunut, z dopravních důvodů o několik metrů dál. I když toto místo bylo horší, zůstalo nadále symbolem vděku Americe. Proto po listopadu 1989 byla tato plocha určena pro znovu postavení památníku americké armádě. Základní kámen byl opět položen 6. 5. 1990, kdy Plzeň navštívil prezident Václav Havel a velvyslankyně USA Shirley Temle-Black. Veřejnou soutěž na zhotovitele pomníku vyhlásilo město Plzeň v roce 1993. Zúčastnilo se jí 50 autorů. Z mnoha návrhů po dohodě byla vybrána současná podoba dva pylony. Na definitivní podobě památníku se začalo pracovat v létě 1994. Výsledek je dílem kolektivním, ale i tak na realizaci bylo velmi málo času. Do práce se pustili architekti Jan Soukup a Anna Hostičková, bronzové prvky vytvořil František Bálek. Skvěle zafungoval odbor investic, řada dalších úředníků a majitel firmy Kavex, který dodal dva leštěné pylony za symbolickou korunu. Celková úprava dodala prostranství kolem pomníku důstojný ráz. Pomník byl slavnostně odhalen 6. května 1995.

## Pamětihodnosti

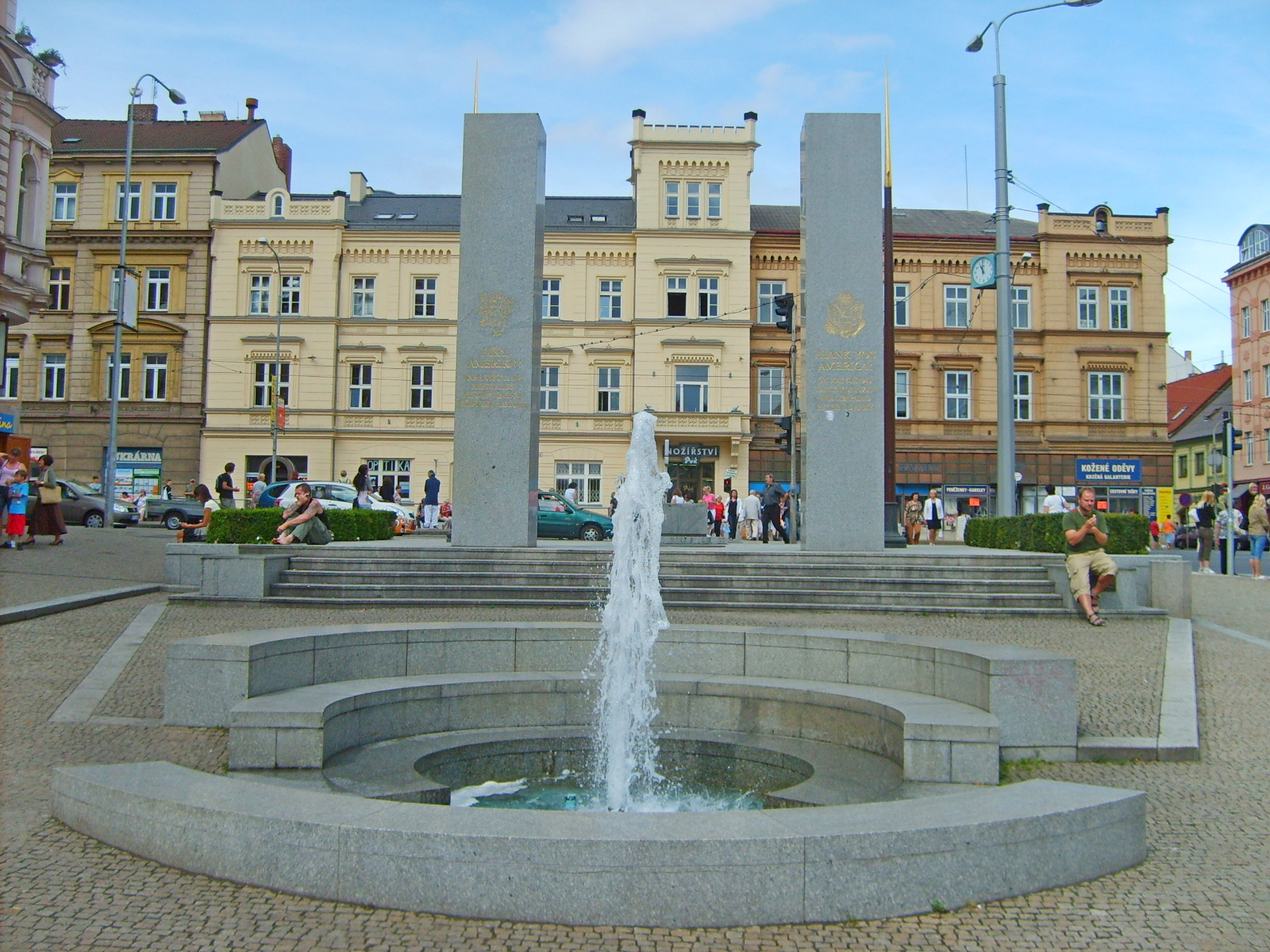
Pomník a křižovatka

Na začátku Americké ulice je umístěn pomník Díky, Ameriko!, připomínající osvobození Plzně americkou armádou. Pomník je orientován ke Klatovské třídě.

## Doprava
Po Klatovské třídě, která křižovatkou prochází, je vedena silnice I/27 tvořící hlavní průtah Plzní v severojižním směru. Po Klatovské třídě vede jedna z tramvajových tratí končící na Borech. Na trati v současnosti jezdí linka číslo 4, která má jižně od křižovatky zastávky. Ulicemi Tylova a Americká prochází trolejbusová trať s linkami č. 10, 11, 12, 13, 14, 15, 16, 17 a noční N7,  které mají v těsné blízkosti křižovatky v obou směrech zastávky. Tytéž zastávky využívají autobusové linky č. 20, 27 a noční linky N1, N2, N3, N4, N5, N6 a N12.